# I Roper
I Roper (The Ropers) è una serie televisiva statunitense trasmessa originariamente sulla ABC dal 13 marzo 1979 al 18 maggio 1980. La serie è uno spin-off di Tre cuori in affitto e il remake di George e Mildred, a sua volta spin-off di Un uomo in casa. La sitcom è incentrata sulla coppia di mezza età composta da Helen e Stanley Roper, interpretati da Audra Lindley e Norman Fell.

## Trama
I coniugi Roper, proprietari della casa abitata da Jack, Janet e Chrissy, hanno venduto il loro vecchio edificio per andare a vivere nel quartiere di lusso di Cheviot Hills. Qui Helen lotta per adattarsi al livello sociale dei suoi vicini.

## Personaggi
- Helen Roper (stagioni 1-2, 28 episodi), interpretata da Audra Lindley.
È la protagonista della serie, una donna di mezza età sessualmente frustrata che cerca di adattarsi nonostante la rozzezza costante del marito, anche se spesso si dimostra goffa come lui.
- Stanley Roper (stagioni 1-2, 28 episodi), interpretato da Norman Fell.
È il marito di Helen. Tenta anch'egli come sua moglie di adattarsi al nuovo ambiente ma la sua rozzezza è causa di imbarazzo per Helen.
- Jeffrey P. Brookes III (stagioni 1-2, 28 episodi), interpretato da Jeffrey Tambor.
È l'agente immobiliare snob che abita vicino a casa dei Roper. Il "III" nel suo nome è falso perché il nome di suo padre è in realtà Al.
- Anne Brookes (stagioni 1-2, 28 episodi), interpretata da Patty McCormack.
È la moglie casalinga di Jeffrey che si occupa della casa e del loro giovane figlio David. Lei e Helen fanno amicizia stringendo un rapporto spesso contraddittorio a causa dei loro mariti.
- David Brookes (stagioni 1-2, 24 episodi), interpretato da Evan Cohen.
È il figlio di sette anni dei Brookes.
- Jenny Ballinger (stagione 2, 9 episodi), interpretata da Louise Vallance.
È una ragazza che vive nel ripostiglio dei Roper.

## Episodi
| Stagione         | Episodi | Prima TV USA | Prima TV Italia |
| ---------------- | ------- | ------------ | --------------- |
| Prima stagione   | 6       | 1979         | 1986            |
| Seconda stagione | 22      | 1979-1980    | 1987            |

## Produzione

### Ideazione
Dopo il grande successo della prima stagione di Tre cuori in affitto, il direttore della ABC Fred Silverman era ansioso di capitalizzare il successo dello show. Nei primi mesi del 1977, Silverman ha avvicinato gli attori Norman Fell e Audra Lindley con l'idea di realizzare uno spin-off della serie. Entrambi gli attori così come i produttori dello show si sono tirati indietro poiché Tre cuori in affitto doveva ancora dimostrare il suo successo e non c'era motivo per andare a colpo sicuro su uno spin-off. Tuttavia, con il consenso ottenuto anche dalla seconda stagione, l'idea è stata riportata nuovamente a galla nel 1978, questa volta da parte degli stessi produttori della serie e dal nuovo direttore della ABC, Tony Thomopolous. L'idea incuriosiva Audra Lindley ma Norman Fell era estremamente riluttante, dato che era soddisfatto del suo ruolo in una serie che era già un successo comprovato. Fell temeva che uno spin-off avrebbe potuto non riscuotere gli esiti sperati e che questo avrebbe intaccato la sua carriera. Per alleviare le sue paure, i produttori hanno inserito nel contratto dei due attori una clausola secondo cui se I Roper non avesse avuto successo durante la sua prima stagione e fosse stato cancellato, entrambi sarebbero ritornati con lo stesso ruolo in Tre cuori in affitto. Un riluttante Fell ha accettato le nuove condizioni. Così come era successo con la serie originaria, anche I Roper ha debuttato in primavera, subito dopo il backdoor pilot, mentre Tre cuori in affitto è stato momentaneamente sospeso. Gli ascolti della prima stagione erano molto buoni, tanto che gli episodi ottennero un ottimo riscontro anche durante le repliche estive, portando molti a credere che la serie avrebbe avuto una lunga durata.

### Cancellazione
All'inizio della seconda stagione la ABC ha spostato la serie prima di sabato alle 20:00 per poi posticiparla di mezz'ora nel gennaio del 1980, con un conseguente pesante calo degli ascolti. La mossa ha sconvolto Fell a tal punto che egli si è recato al quartier generale della ABC per implorare la rete a spostare la serie in un orario migliore. Il suo sforzo è stato vano e lo show ha continuato a ottenere ascolti molto bassi. Il calo ha portato all'annuncio della cancellazione della sitcom nel maggio del 1980. Gli ultimi tre episodi sono andati in onda di giovedì alle 21:30 nel maggio del 1980 dopo Barney Miller. Audra Lindley ha dichiarato nel libro di Chris Mann del 1997 su Tre cuori in affitto che era rimasta sorpresa che lo show fosse stato cancellato dopo gli ottimi ascolti ottenuti durante la prima stagione. Con la cancellazione Fell ha chiesto ai produttori di Tre cuori in affitto di far tornare i Roper nel cast. Durante la stagione di trasmissione dello spin-off, i personaggi erano stati sostituiti nella serie madre da Don Knotts con il ruolo di Ralph Furley. Il personaggio aveva avuto un buon seguito e Tre cuori in affitto aveva mantenuto la sua popolarità. L'idea di far tornare Fell e la Lindley nella serie originaria era quindi indesiderabile per i produttori e per la ABC, principalmente perché ora avevano un unico personaggio e non due per il ruolo del padrone di casa, e ciò comportava spese minori. La cancellazione era avvenuta solo un mese dopo il termine contrattuale di un anno dei due attori. Fell in seguito ha dichiarato che secondo lui la decisione di cancellare la serie era stata presa molto tempo prima dell'annuncio ma la rete l'aveva deliberatamente rinviata per essere esonerata dall'obbligo di permettere a lui e alla Lindley di tornare in Tre cuori in affitto. C'è stato poi un tentativo vano da parte dei produttori di vendere la serie alla NBC. Nonostante le dispute, nel marzo del 1981, Norman Fell e Audra Lindley sono apparsi un'ultima volta come guest stars nell'episodio Notte d'argento della quinta stagione di Tre cuori in affitto, quasi un anno dopo la fine della loro serie, prima del ritiro definitivo dei loro personaggi. Per il pubblico, quell'episodio è stata l'unica possibilità di vedere sullo schermo tutti e tre i padroni di casa interpretati da Fell, dalla Lindley e da Knotts. Jeffrey Tambor è successivamente apparso come guest star in alcuni episodi della quinta, della sesta e della settima stagione, ogni volta con un ruolo differente.

### Riprese
La serie è stata registrata presso la CBS Television City, stessa location della serie madre Tre cuori in affitto.